# Doratonotus megalepis
Doratonotus megalepis är en fiskart som beskrevs av Günther 1862. Doratonotus megalepis ingår i släktet Doratonotus och familjen läppfiskar. IUCN kategoriserar arten globalt som livskraftig. Inga underarter finns listade i Catalogue of Life.